# Krudtepisoden
Krudtepisoden var et sammenstød i begyndelsen af den amerikanske uafhængighedskrig mellem lord Dunmore Englands guvernør over kolonien Virginia, og militsen under ledelse af Patrick Henry. Den 20. april 1775 dagen efter Slagene ved Lexington og Concord forsøgte lord Dunmore at fjerne krudtet fra magasinet i Williamsburg i Virginia og bringe det om bord på et britisk skib.

## Voksende spænding
I begyndelsen af 1775 oplevede Dunmore stigende uro i kolonien og prøvede at berøve Virginias milits de forsyninger, der var nødvendige ved et oprør. Det andet Virginia- konvent havde valgt delegerede til Den kontinentale kongres. Dunmore udstedte en proklamation mod valg af delegerede til kongressen, men foretog sig ikke noget. Patrick Henrys "Giv mig frihed eller giv mig død" tale på Det andet konvent den 23. marts og den følgende resolution, der opfordrede til væbnet modstand, fik Dunmore til at mene, at det "var fornuftigt at fjerne krudt i et magasin på dette sted". Dunmore gav nøglen til løjtnant Henry Colins, kommandør over H.M.S. Magdalen, og beordrede ham til at fjerne krudtet.

## Fjernelsen af krudtet
Om aftenen den 20. april læssede britiske marinesoldater 15 halvtønder med krudt på guvernørens vogn og transporterede dem til østenden af Quarterpath Road for at det kunne blive lastet om bord på et britisk krigsskib på James River.
Det blev opdaget af folk fra byen, og de slog alarm. Den lokale milits hastede til stedet, og ryttere spredte nyheden om hændelsen over kolonien.
Dunmore, som kort tid inden havde opnået en vis popularitet fra sejren i Dunmores krig mod Shawnee indianerne i Ohio, frygtede for sin personlige sikkerhed. Han advarede kolonien om, at hvis han blev angrebet ville han "erklære slaverne for fri og skyde byen Williamsburg i grus". Han fortalte også en oldermand, at han havde kæmpet for virginierne, men "jeg ville ved Gud også lade dem se, at jeg kan kæmpe imod dem".
Efterhånden som nyheden om hændelsen spredtes, begyndte militser fra Hanover, Albemarle, Orange og efter råd fra George Washington Fredericksburg, at bevæge sig mod Williamsburg. Disse militser hørte om begivenhederne i Lexington og Concord på nogenlunde samme tid, som de begyndte at marchere. Hanovermilitsen under ledelse af Patrick Henry nåede først til Williamsburg og var uden for byen den 3. maj. Samme dag undslap Dunmores familie til Porto Bello, Lord Dunmores jagthytte ved York River, og derfra videre til H.M.S. Fowey, der lå for anker i York River. Guvernøren sendte en anmodning om forstærkninger til Boston.
I flere dage stod parterne over for hinanden. Henry ventede udenfor Williamsburg med mellem 150 og 500 militssoldater, mens Dunmore i Williamsburg truede med at ødelægge byen og lade flåden beskyde Yorktown, hvis det kom til et angreb.

## Konfliktløsning ved en loyalist
Carter Braxton formidlede en løsning på krudthændelsen ved at få £330 i kongelige midler overført fra kontoen, der bestyredes af hans svigerfar, underskatteopkræver i Virginia, som betaling for krudtet. Militsen tog af sted, og Henry sluttede sig til resten af Virginias delegation ved den kontinentale kongres. Dunmore udstedte en proklamation, som fordømte Henry som kriminel den 6. maj.

## Effekt af episoden
Episoden forværrede Dunmores i forvejen faldende popularitet. Han flygtede fra guvernørens palads til det britiske skib Fowey ved Yorktown den 8. juni. Den 7. november udstedte Dunmore en proklamation og erklærede Virginia i oprørstilstand.

## Eksterne kilder
- "Primære kilder der har forbindelse med beslaglæggelse af krud i Williamsburg, VA, 21. april 1775", fra www.revwar75.com
- Gammel Virginia Gazette artikel om krudtepisoden